# EVERBLUE (SOPHIAのアルバム)
『EVERBLUE』（エバーブルー）は、日本のロックバンドSOPHIAの6枚目のアルバム。

## 概要
- 本作品は2004年9月15日に東芝EMIよりリリースされた。全12曲収録。
- レコード会社移籍後初のアルバムリリースとなった。
- シングル「旅の途中」「please, please」「花は枯れて また咲く」「青い季節」を収録。
- コンセプトは松岡充がテーマカラーとしている青である。
- 前作に引き続き、亀田誠治との共同プロデュースである。
- 関係としてはSOPHIAのメンバーが楽曲を持ち寄り、それを亀田がジャッジして収録曲を決めている。
- アルバムツアー「BLUE.BLUE.BLUE」は、7年ぶりの東名阪ツアーとなった。
- 先行シングル「青い季節」との連携で、メンバーの待ち受け画面やプレゼントが当たるキャンペーンが行われた。

## 収録曲
（全作詞：松岡充）
1. 青空
作曲：松岡充
2. please, please
作曲：豊田和貴
3. 花は枯れて また咲く
作曲：都啓一
4. ブルーテーブル
作曲：黒柳能生
5. hello,good-bye
作曲：松岡充
6. 情熱のプライド
作曲：松岡充
7. 青い季節
作曲：松岡充
8. 綺麗なメロディー
作曲：豊田和貴
9. Yes,Attention
作曲：松岡充
10. your side
作曲：都啓一
11. GOD BLESS
作曲：都啓一
12. 旅の途中
作曲：松岡充